# Aphelinus sanborniae
Aphelinus sanborniae is een vliesvleugelig insect uit de familie Aphelinidae. De wetenschappelijke naam is voor het eerst geldig gepubliceerd in 1924 door Gahan.